# Жвигуле, Лилия Петровна
Лилия Петровна Мач-Жви́гуле (латыш. Lilija Žvīgule; 22 декабря 1902 — 1993, Рига) — латышская советская актриса театра и кино. Заслуженная артистка Латвийской ССР (с 1950). Народная артистка Латвийской ССР (с 1956).

## Биография
С 1921 года выступала на сцене Рижского Художественного театра (ныне Театр «Дайлес»). Снималась в кино, участвовала в радиоспектаклях.
Похоронена на рижском Кладбище Райниса.

## Избранные роли в театре
- Мать и Циепа, Старая ведьма, Туше («Вей, ветерок!», «Огонь и ночь», «Индулис и Ария» Райниса),
- Трина, Пиндаци-ща, Роплайнете («Грехи Трины», «Дни портных в Силмачах», «Блудный сын» Р. Блауманиса),
- Анна, Мария, Густе («Хотя и осень», «Положительный образ», «Первый бал Вики» Г. Приеде),
- колхозница Маре, Лизе («Весна в селе Заречном», «Золотая нива» Броделе),
- Авдотья («Поют жаворонки» К. Крапивы),
- Ксения («Егор Булычев и другие» Максима Горького),
- Полозова («Московский характер» А. Софронова),
- мадам Келлер («Джо Келлер и его сыновья» А. Миллера) и другие.

## Избранные роли в кино
- 1957 — Рита — Марта
- 1963 — Ты нужен (короткометражный) — Марта
- 1969 — У богатой госпожи — мать Эммы
- 1981 — На грани веков — Лавизе

## Награды
- Орден «Знак Почёта» (28 декабря 1972) — за заслуги в области советского театрального искусства и в связи с семидесятилетием со дня рождения[3]
- Народная артистка Латвийской ССР (1956)
- Заслуженная артистка Латвийской ССР (1950)